# Tracy Letts

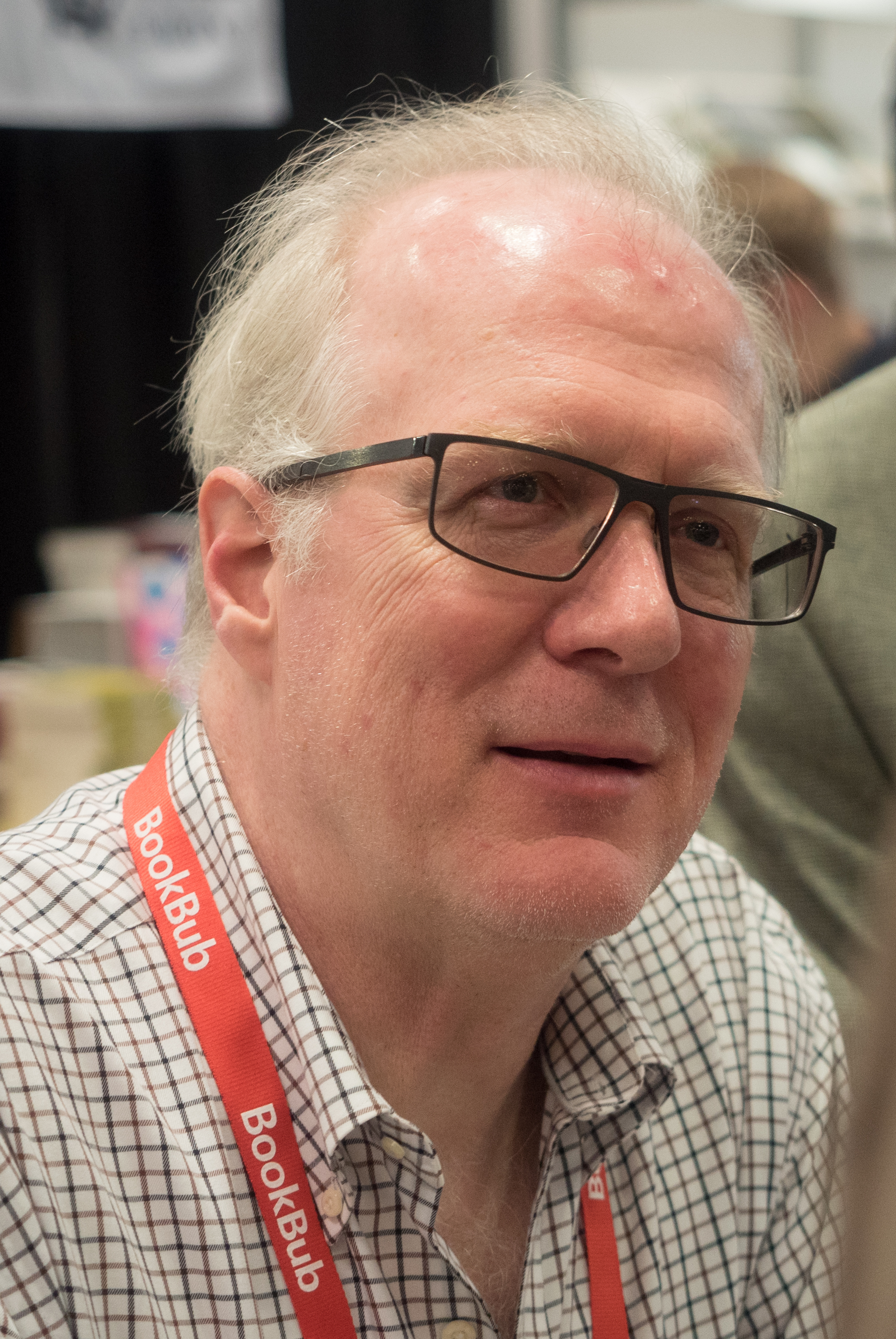
Tracy Letts (2019)

Tracy S. Letts (* 4. Juli 1965 in Tulsa, Oklahoma) ist ein US-amerikanischer Schauspieler und Dramatiker. Er erhielt für sein Theaterstück August: Osage County den Pulitzer-Preis für Theater, den Tony Awards 2008 sowie den Chicagoer Joseph Jefferson Award für ein Theaterstück, das auch in der deutschsprachigen Ausgabe unter dem Titel Eine Familie an zahlreichen Theatern aufgeführt wird.

## Leben
Tracy Letts ist der Sohn des Anglistik-Professors und späteren Schauspielers Dennis Letts (1934–2008) und der Bestseller-Autorin Billie Letts (1938–2014). Tracy Letts begann seine Karriere zunächst ebenfalls Schauspieler und gab sein Debüt 1988 in dem Film Paramedics – Die Chaoten von der Ambulanz, dem Auftritte in fast zwanzig Fernsehserien und Filmen wie Das Mädchen und der Fotograf (1999) folgten.
Daneben begann er seine Tätigkeit als Dramatiker und verfasste 1995 das Theaterstück Killer Joe, das 1998 neun Monate Off-Broadway mit den Darstellern Scott Glenn, Amanda Plummer, Michael Shannon und Sarah Paulson gespielt wurde. 2011 wurde das Stück unter der Regie von William Friedkin als Killer Joe mit Matthew McConaughey in der Hauptrolle des Killer Joe Cooper erfolgreich verfilmt. Letts arbeitete dabei mit Friedkin an der Verfilmung mit.
Letts wurde 2002 Mitglied des Ensembles der Steppenwolf Theatre Company in Chicago. Nachdem er für sein Drama Man from Nebraska 2004 eine Nominierung für den Pulitzer-Preis für Theater bekommen hatte, erhielt er 2005 eine Nominierung für den Joseph Jefferson Award für die Hauptrolle in dem dort aufgeführten Stück The Dresser von Ronald Harwood. 2006 verfasste er das Drehbuch zu dem von William Friedkin inszenierten Horrorfilm Bug nach seinem gleichnamigen Theaterstück.
Seinen größten Erfolg als Dramatiker hatte er mit dem Theaterstück August: Osage County, für das er 2008 mit dem Pulitzer-Preis für Theater, den Tony Award für das beste Theaterstück sowie 2007 den Joseph Jefferson Award für ein Theaterstück ausgezeichnet wurde. In deutschsprachigen Inszenierungen von August: Osage County unter dem Titel Eine Familie spielten unter anderem die hierfür mit dem Gertrud-Eysoldt-Ring ausgezeichnete Kirsten Dene die Violet Weston und Dörte Lyssewski die Barbara Fordham am Wiener Burgtheater, Barbara Petritsch die Matti Fae, Nana Krüger die Karen am Ernst Deutsch Theater, Mechthild Großmann die Violet Weston am Schauspielhaus Bochum sowie Falk Rockstroh. Die Inszenierungen erfolgten unter anderem durch Alvis Hermanis am Wiener Akademietheater und Enrico Lübbe am Staatstheater Nürnberg. Das Werk wurde 2013 mit Meryl Streep in der Hauptrolle der Violet Weston unter dem Titel Im August in Osage County – Regie: John Wells erfolgreich verfilmt.
2008 folgte außerdem eine Nominierung für den Joseph Jefferson Award für das Stück Superior Donuts. 2010 wurde er für die Hauptrolle in dem Stück American Buffalo von David Mamet, das am Steppenwolf Theatre aufgeführt wurde, für einen Joseph Jefferson Award nominiert. Eine weitere Nominierung für diesen Preis erhielt er für sein Drama Killer Joe, das am Chicagoer Profiles Theatre inszeniert wurde.
Letts spielte von 2013 bis 2014 den Senator und späteren CIA-Chef Andrew Lockhart in der US-Serie Homeland. 2017 war er in Greta Gerwigs Tragikomödie Lady Bird als Larry McPherson und in Steven Spielbergs Historiendrama Die Verlegerin als Frederick „Fritz“ Beebe zu sehen.
Seit 2013 ist Letts mit der Schauspielerin Carrie Coon verheiratet. Die beiden haben zwei Kinder.

## Werke (Auswahl)
- Killer Joe (1993)
- Bug (1996)
- Man from Nebraska (2003)
- August: Osage County (2007)
- Superior Donuts (2008)
- Three Sisters (2009)
- Mary Page Marlowe (2017)
- Linda Vista (Wheeler) (2018)
- The Minutes (2022)

## Filmografie (Auswahl)
- 1988: Paramedics – Die Idioten von der Ambulanz (Paramedics)
- 1992: Sag’s offen, Shirlee (Straight Talk)
- 1995: Hör mal, wer da hämmert (Home Improvement, Fernsehserie, Episode 5x04)
- 1996–1997: Allein gegen die Zukunft (Early Edition, Fernsehserie, 2 Episoden)
- 1997: Chicago Cab
- 1997: Seinfeld (Fernsehserie, Episode 9x10)
- 1998: Auf der Jagd (U.S. Marshals)
- 1999: Giunevere
- 2000: Profiler (Fernsehserie, Episode 4x08)
- 2006: Prison Break (Fernsehserie, 2 Episoden)
- 2013–2014: Homeland (Fernsehserie, 17 Episoden)
- 2015: The Big Short
- 2016: Empörung (Indignation)
- 2016: Elvis & Nixon
- 2016: Imperium
- 2016–2019: Divorce (Fernsehserie)
- 2017: Lady Bird
- 2017: Die Verlegerin (The Post)
- 2018: The Sinner (Fernsehserie, 8 Episoden)
- 2019: Le Mans 66 – Gegen jede Chance (Ford v. Ferrari)
- 2019: Little Women
- 2020: French Exit (Stimme)
- 2020: The Woman in the Window
- 2021: Ghostbusters: Legacy (Ghostbusters: Afterlife)
- 2022: Winning Time: The Rise of the Lakers Dynasty (Fernsehserie)
- 2022: Tiefe Wasser (Deep Water)
- 2023: Eric LaRue
- 2024: McVeigh

## Auszeichnungen und Preise
- 2008: Pulitzer-Preis und Tony Award für August: Osage County[4]
- 2013: Tony Award als Bester Schauspieler in Wer hat Angst vor Virginia Woolf?
- 2022: Mitglied der American Academy of Arts and Sciences